# 广新集团
广东省广新控股集团有限公司（英語：Guangdong Guangxin Holdings Group Co., Ltd.），簡稱廣新集團，是以新兴产业为主要投资方向的广东省属国有资本投资公司，是广东省首家进入财富世界500强的省属国企。

## 历史
1999年，在“政企分离”的背景下，广东省人民政府将原广东省外经贸委系统的大部分企业、广东省贸促会脱钩企业等23家企业合并，组建广东省外贸集团有限公司，于2000年9月6日挂牌成立。2002年，更名为广东省广新外贸集团有限公司。
2009年，并购广东佛塑科技、星湖科技。2010年，旗下广东省广告集团股份有限公司在深交所挂牌上市。
2011年4月，更名为广东省广新控股集团有限公司。2011年7月，以2.58億港元收購興發鋁業29.42%股權。
2019年7月，广东省人民政府批复同意广新集团作为国有资本投资公司改革试点。2019年11月，广东省人民政府同意广新控股集团、广东丝纺集团改革重组方案，广东省国资委将持有的广东丝纺集团70%股权无偿划转至广新控股集团。 
2023年8月2日，广新集团以353.683億美元營業額入选財富世界500強，排名427位，为廣東省属国企首次進入全球500強行列。

## 投资板块
- 新型材料：广青科技、兴发铝业、佛塑科技
- 生物医药、食品：星湖科技（肇庆味精厂）、珠江桥牌
- 文化创意：省广股份
- 外贸：广东省丝绸纺织集团有限公司、广东省外贸开发有限公司

## 事件

### 债券半年报乌龙事件
广新集团在披露的债券2023年半年报中，在重要子公司或参股公司情况部分一公司名称被写成“那要不住哥哥家里吧”，引起网友热议。2023年9月12日晚间，广新集团发布情况说明称该事件系“中介机构在将相关报告录入交易所系统过程中操作错误”，并发布更正版本，公司名称替换为“印尼广青镍业有限公司”。